# Tectaria pubescens
Tectaria pubescens är en ormbunkeart som beskrevs av Edwin Bingham Copeland. Tectaria pubescens ingår i släktet Tectaria och familjen Tectariaceae. Inga underarter finns listade.